# 兰多维列世
兰多维列世（英语：Llandovery）是志留纪的第一个世，开始于4.44亿年前，结束于4.33亿年前。兰多维列世在奧陶紀－志留紀滅絕事件之后。该灭绝事件灭绝了85%的物种，使生物多樣性大大降低。兰多维列世时期，珊瑚大量繁殖形成大片的珊瑚礁，并持续到泥盆纪时期。泥盆纪时海水温度上升，珊瑚大片死亡。兰多维列世末期发生艾尔维肯灭绝事件，灭绝了50%的三葉蟲和80%的牙形石。

## 志留纪初期
奥陶纪－志留纪灭绝事件后，冰川融化导致海平面上升，大片大陆被重新淹没。幸存的物种大量繁殖，生物多样性开始回升。此时生物群落分布广泛但物种较为单一。有颌脊椎动物在中国南方古海洋中发生了第一次辐射演化。

### GSSP
兰多维列世以英国威尔士卡马森郡兰多弗里地区命名。志留纪的全球界线层型剖面和点位（GSSP）位于苏格兰邓弗里斯-加洛韦地区。兰多维列世下边界定在筆石Akidograptus ascensus最初出现的地方，上边界目前定在疑源类动物5号生存带与Pterospathodus amorphognathoides最后出现的位置之间，但有人主张把上边界定在艾尔维肯2号基准点稍上，与笔石murchisoni生存带末端相近。

## 下分期
兰多维列世下分鲁丹期、埃隆期和特列奇期。

### 区域分期
在北美洲，有时人们会把兰多维列世分为以下两期：
- 亚历山大期（Alexandrian）：兰多维列世早期
- 安大略期（Ontarian）：兰多维列世晚期

在爱沙尼亚，兰多维列世被分为以下几个时期：
- 朱鲁期（Juuru）：兰多维列世早期
- 莱库拉期（Raikküla）：兰多维列世中期
- 阿达维尔期（Adavere）：兰多维列世晚期

## 古生物
| 無頜總綱生物 | 無頜總綱生物     | 無頜總綱生物                                       | 無頜總綱生物 | 無頜總綱生物 |
| 生物         | 生活时期         | 描述                                               | 图像         |              |
| ------------ | ---------------- | -------------------------------------------------- | ------------ | ------------ |
| Jamoytius    | 鲁丹期到特列奇期 | 身体细长，有背鳍和臀鳍，臀鳍长度约占身体的三分之一 |              |              |

| 头足纲生物 | 头足纲生物     | 头足纲生物                                       | 头足纲生物 | 头足纲生物 |
| 生物       | 生活时期       | 位置                                             | 描述       | 图像       |
| ---------- | -------------- | ------------------------------------------------ | ---------- | ---------- |
| 房角石     | 大坪期到侯默期 | 勞倫大陸、波羅的大陸、西伯利亞大陸附近的浅海地区 |            |            |

### 植物
在中国和宾夕法尼亚州发现了兰多维列世的孢子植物化石，但此时维管植物尚未出现。

### 陆地动物
2020年人们发现了生活在4.37亿年前的早期蝎子Parioscorpio venator，是已知最早的陆地生物。其呼吸器官结构证明它能在陆地上生活。

### 珊瑚礁扩张
兰多维列世的珊瑚礁比今天的大得多，且能在高纬度生长。珊瑚的共生体在此时期不断进化。但是泥盆纪时期水温上升，珊瑚大片死亡。

## 艾尔维肯灭绝事件
艾尔维肯灭绝事件是志留纪三次小型生物集群灭绝事件中的第一次，其余两次分别是穆德灭绝事件和劳阶灭绝事件。

### 经过
灭绝持续了二十万年，跨度达到整个文洛克世。灭绝分为八个周期。前四个周期循环长度是31,000年，与米蘭科維奇循環吻合。第五、第六个周期的长度分别是16,500年和19,000年。最后两个周期循环长度与米蘭科維奇循環长度差值更大，吻合可能性更低。

### 灭绝物种
此次灭绝从深海开始，并蔓延到浅海。其中，笔石、牙形石和三葉蟲灭绝数量较多。三叶虫有50%灭绝，而牙形石灭绝了80%。

### 地球化学
第一个灭绝周期结束时，δ13C从+1.4‰上升到+4.5‰，δ18O从−5.6‰上升到−5.0‰。